# Acacia rehmanniana
Acacia rehmanniana és una espècie de planta de la família de les lleguminoses que es distribueix pel sud d'Àfrica. És un arbre perenne o  caduca, amb fulles vellutades, que es troba a prats boscosos i boscos de ribera, associada amb muntanyes de tèrmits. El seu nom comú és el d'Acàcia sedosa (Silky wattle, silky thorn) i el seu lloc d'origen és a la regió de Zimbabwe.

## Descripció
Acacia rehmanniana és un arbre de mida petita a mitjana i amb una capçada arrodonida que pot arribar fins als 8 metres d'alçada, ocasionalment arribant als 10m. L'escorça és de color gris clar amb fissures longitudinals. Les branques joves tenen una fusta forta de color taronja vermellós cobertes de pilositat daurada que es convertirà en grisa amb el temps. Presenta estípules espinescents, rectes, d'uns 5 cms de llarg.
Les fulles presenten de 15 a 44 parells de pinnes, cada una porta uns 20 a 40 parells de petits folíols. Als raquis, peciol en comú en fulles compostes, hi ha glàndules just sota el parell de pinnes més proximals al pecíol.
Les flors es presenten en glomèruls de color blanc agrupats al final de les branques joves. El fruit és una beina recta i plana d'uns 14 cm de llarg, glabre i de color verd oliva.

## Taxonomia
Acacia rehmanniana va ser descrita per Schinz, Hans i publicada a Bulletin de l'Herbier Boissier 6: 525. 1898. (Bull. Herb. Boissier).

### Etimologia
- Acacia: nom genèric que deriva del grec akis = (punta), al·ludint a les espines de les espècies de les acàcies africanes, ja que les australianes normalment manquen d'elles.[4]
- rehmanniana: epítet específic en honor del botànic polonès Anton Rehmann (1840-1917), el qual va recol·lectar plantes a sud-àfrica.